# Micah Sloat
Micah Sloat (ur. 8 maja 1981 w Westport) – amerykański aktor i muzyk, znany z głównej roli męskiej w przebojowych filmach grozy: Paranormal Activity (2007) oraz Paranormal Activity 2 (2010).
Pochodzi z Westport w stanie Connecticut. Od 2004 jest absolwentem College'u Skidmore'a.